# Koba aina
Le Koba Aina est une farine infantile utilisée à Madagascar pour compléter l'alimentation de la population mal-nourries ou sous-nourries, ainsi que pour prévenir la malnutrition chronique. Elle est certifiée selon la norme malgache NMG 103-5 comme complément au lait maternel pour les enfants à partir de 6 mois.

## Historique
Une entreprise sociale malgache nommée Nutri'zaza et ses actionnaires, dont l'entreprise industrielle TAF, la SIDI, l'Association pour la promotion de l'entreprenariat (APEM) et le Gret sont à l'origine de la distribution d'une farine bon marché pour lutter contre la malnutrition. Baptisée Koba Aina (le gâteau de vie[réf. souhaitée]), elle a été mise au point par l'entrepreneure et ingénieure agronome Mieja Vola Rakotonarivo au début des années 2010 et a valu à sa promotrice de gagner le Grand Prix de la finance solidaire délivré par le quotidien Le Monde et Fair. Cette farine a fait l'objet d'une certification par le gouvernement malgache en 2021,.
Le koba (en) qui donne son nom à cette farine est quant à lui un dessert, un petit-déjeuner, et même un repas, dans la tradition culinaire malgache, à base de farine de riz, de farine de soja, de farine de maïs, de sucre roux de canne et de cacahuètes.

## Distribution
Cette farine, à l'origine un complément alimentaire pour les enfants de moins de deux ans, est utilisée comme aliment de famine mais surtout aliment de prévention de la malnutrition chronique, et est distribuée durant la période de soudure, par des ONG dans les cantines de certaines écoles primaireset  dans des restaurants pour bébés appelés hotelin-jazakely. Elle est également vendue dans la rue, ainsi que dans les épiceries de proximité, au cœur des quartiers urbains. Son prix modique (400 ariary la portion [en 2022], soit environ 6 centimes d'euros) en fait un aliment populaire, et plus généralement apprécié par toutes les classes.